# Poddębce (przystanek kolejowy)
Poddębce (ukr. Піддубці, ros. Поддубцы) – przystanek kolejowy w miejscowości Poddębce, w rejonie czerwonogrodzkim, w obwodzie lwowskim, na Ukrainie. Leży na linii Rawa Ruska – Czerwonogród.
Przystanek istniał przed II wojną światową. Do 1951 leżał w Polsce. W latach 1949–1951 istniała linia z Hrebenne - Poddębce omijająca tereny radzieckie.